# Ride with the Devil
Ride with the Devil là bộ phim Viễn Tây tái bản năm 1999 của Mỹ do Lý An đạo diễn, và có sự tham gia của Tobey Maguire, Skeet Ulrich, Jeffrey Wright và Jewel trong bộ phim đầu tay của cô. Dựa trên cuốn tiểu thuyết Khốn khổ để sống, của Daniel Woodrell, bộ phim lấy bối cảnh Nội chiến Hoa Kỳ, theo chân một nhóm người tham gia Hiệp hội Missouri đầu tiên, còn được gọi là các đơn vị du kích của Bushwhackers trung thành với các đơn vị ủng hộ Liên minh nhà nước và nỗ lực của họ để phá vỡ và làm thiệt thòi cho các hoạt động chính trị của Bắc Jayhawkers liên minh với các binh sĩ Liên bang. Simon Baker, Jonathan Rhys Meyers, Jonathan Brandis, Jim Caviezel, Mark Ruffalo và Celia Weston được đặc trưng trong các buổi biểu diễn hỗ trợ.
Bộ phim là sự hợp tác giữa Universal Studios và Good Machine. Quay phim chính bắt đầu vào ngày 25 tháng 3 năm 1998. Về mặt sân khấu, nó được phân phối thương mại bởi bộ phận Universal Films của Hoa Kỳ và được công chiếu tại sáu rạp trên toàn quốc tại Hoa Kỳ vào ngày 26 tháng 11 năm 1999 và chỉ trong ba ngày, thu về tổng cộng $ 635,096. Nếu tính đến chi phí ngân sách 38 triệu đô la, bộ phim được coi là một quả bom xịt phòng vé lớn.
Ride with the Devil đã được ghi nhận cho sự khám phá theo chủ đề chính trị, bạo lực và chiến tranh. Năm 2010, Bộ sưu tập Tiêu chí đã phát hành một chuyển giao kỹ thuật số độ nét cao được khôi phục cho thị trường truyền thông gia đình, với đoạn phim dài 148 phút của đạo diễn.